# ADGZ
Az ADGZ osztrák fejlesztésű nehéz-páncélgépkocsi, melyet az Austro Daimler Puchwerke (később Steyr) fejlesztett ki 1934-re és gyártott le 1935–37 között az osztrák haderőnek. Az Anschlusst követően a típus bekerült a Wehrmacht hadrendjébe. A jármű különös sajátossága, hogy gyakorlatilag nincs hátsó része, ugyanis a függőleges kereszttengelyén is szimmetrikus, a mellső része megegyezik a hátsó részének kialakításával, a jármű mindkét végében vezetőposzt van kormányozható mellső-hátsó kerékpárral.
Tizenkettőt az osztrák hadsereg, tizenötöt pedig a rendőrség üzemeltetett az Anschluss idején, előbbinél annak Gyorshadosztályában. Később a németek rendvédelmi feladatokra osztották be ezeket a járműveket, néhányuk az SS-hez került rendvédelmi célokra. Az SS 1941-ben további huszonöt járművet rendelt a partizánok ellen harcoló erőinek, melyeket 1942-ben le is szállítottak és a keleti, balkáni frontokon vetették be a megszálló csapatok. A 4. SS-páncélgránátos hadosztály (4. SS-Panzergrenadier-Division) is alkalmazta. Az Danzig SS-helyőrség (SS Heimwehr Danzig) ilyen járműveket alkalmazott a danzigi lengyel postahivatal védelmének felszámolása idején 1939. szeptember 1-jén. A járművek további sorsa egyelőre ismeretlen.